# 산외면 (보은군)
산외면(山外面)은 대한민국 충청북도 보은군의 면이다.

## 개요
산외면은 보은군의 자랑인 속리산국립공원의 바깥쪽(서편)과 군청 소재지로부터 북동쪽 약 10 km 에 위치 하고 있다. 속리산의 바깥쪽에 위치하고 있다하여 산외면 (山外面)이라 불리게 되었으며, 남한강의 상류인 달천이 속리산으로부터 발원하여 면의 중심부를 흐르고 있어 많은 행락객이 찾아오는 곳으로 빼어난 경관과 오염되지 않은 환경을 보존하고 있다. 보은군의 북쪽에 위치하고 있으며 동으로는 경북 상주시 화북면, 남으로는 보은읍, 서로는 내북면, 북으로는 청원군 미원면과 괴산군 청천면에 접하고 있다.
주산물은 고추와 연초를 재배하고 있고, 최근에는 인삼을 재배하는농가들이 늘어나면서 농가소득에 많은 기여를 하고 있으며, 특산물로는 송이버섯을 비롯, 방울토마토를 생산하고 있다. 오염되지 않은 깨끗한 자연 환경과 더불어 속리산으로 가는 길목에 자리하면서 청소년 수련을 위한 유스호스텔과 수련원이 3개소가 있어 수련시설로도 각광을 받고 있으며, 주변의 산세가 매우 빼어나 많은 이들로부터 각광을 받고 있다.

## 행정 구역
- 탁주리(濯州里)
- 이식리(梨息里)
- 중티리(中峙里)
- 장갑리(長甲里)
- 오대리(五大里)
- 원평리(院坪里)
- 아시리(牙時里)
- 어온리(於溫里)
- 가고리(加古里)
- 구티리(龜峙里)
- 길탕리(吉湯里)
- 대원리(大元里)
- 동화리(東華里)
- 문암리(門岩里)
- 백석리(白石里)
- 신정리(新正里)
- 봉계리(鳳谿里)
- 산대리(山大里)

## 교육
- 산외초등학교 (구티리)
  - 장갑분교 (폐교) - 속리산로 1770 (장갑리)
- 내북초등학교 이식분교 (폐교) - 성암가고로 235-6 (이식리)